# Mendlovo náměstí
Mendlovo náměstí (v hantecu Mendlák) je historické náměstí v brněnské čtvrti Staré Brno. Na náměstí se nachází Starobrněnský klášter s bazilikou Nanebevzetí Panny Marie, v jeho blízkosti pak pivovar Starobrno. Náměstí je pojmenováno podle zakladatele genetiky, mnicha a opata zdejšího kláštera Gregora Mendela.

## Historie
Do konce 50. let 20. století bylo Mendlovo náměstí tvořeno plochou s parčíkem před bazilikou a z jižní strany bylo uzavřeno řadou již neexistujících starých domů. Z Pekařské ulice tudy procházely tramvajové koleje pokračující podél kláštera a Pivovarské restaurace na ulici Hlinky směrem do Pisárek. V místech před Pivovarskou restaurací byla tramvajová odbočka směrem k Vídeňské ulici. Pod náměstím protékal krytým korytem mlýnský náhon.
Počátkem šedesátých let byly zbourány staré domy na jižní straně náměstí, jejichž pokračováním byla někdejší Klášterní ulice. Z této ulice byl ponechán jen novější mnohapatrový dům stojící dosud uprostřed dnešního Mendlova náměstí. Dále byla zbourána celá jedna strana Křížové ulice, včetně tehdejší starobrněnské radnice. Zbourána byla i krčma a sousedící budova šaten bývalé plovárny na začátku dnešní Výstavní ulice.
Vzniklá plocha byla uzavřena výškovými panelovými domy v ústí Veletržní ulice. Do středu této plochy byly přeloženy tramvajové koleje. Byl zrušen Mlýnský náhon (jeho koryto ve směru od Pisárek bylo v místě zrušených lázní pod dnešními tramvajovými kolejemi). Tramvaj na Pisárky byla přeložena na nový nadjezd u veletrhu. Tak vzniklo Mendlovo náměstí, jak jej známe na počátku 21. století.

## Fotogalerie

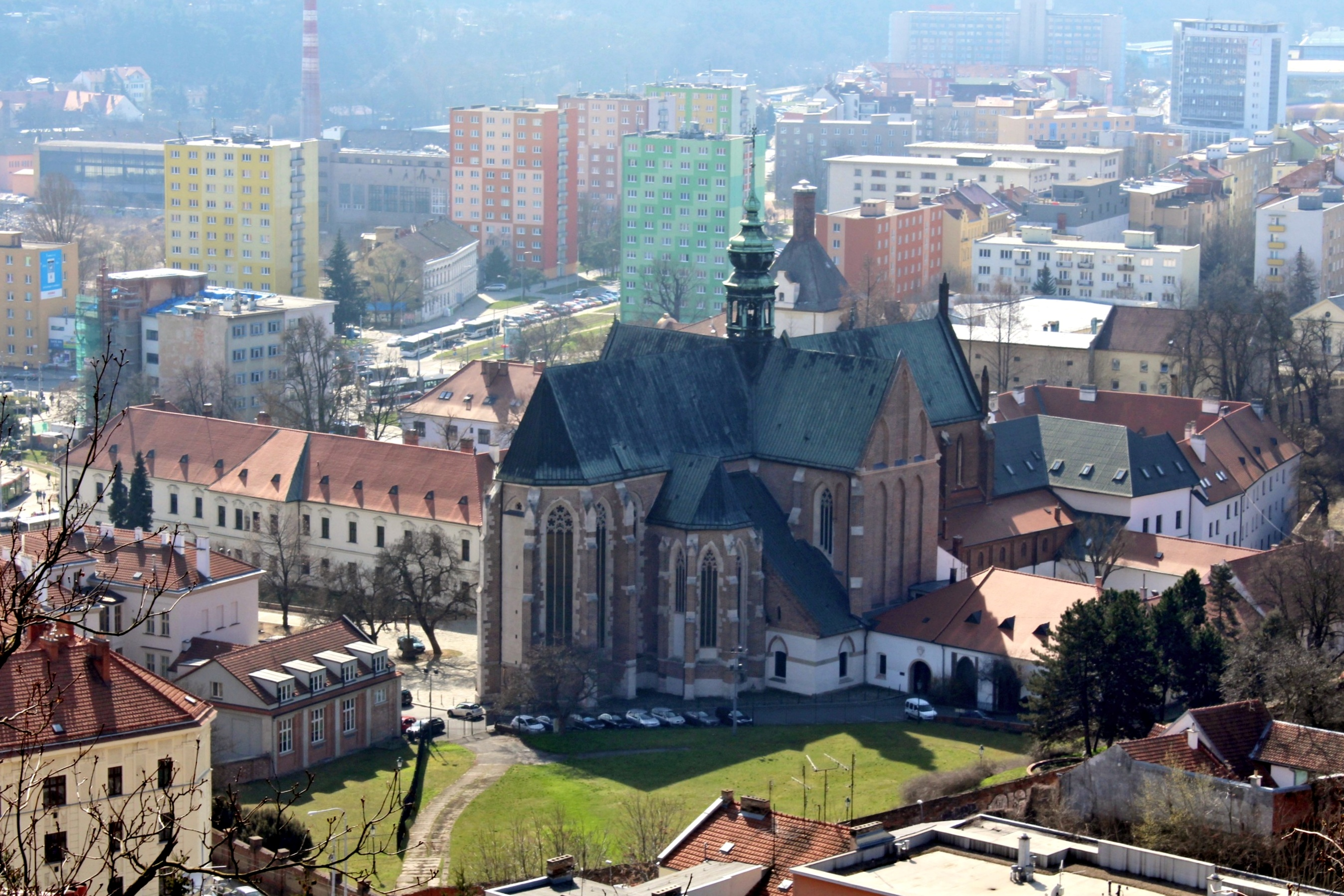
Bazilika Nanebevzetí Panny Marie se starobrněnským klášterem
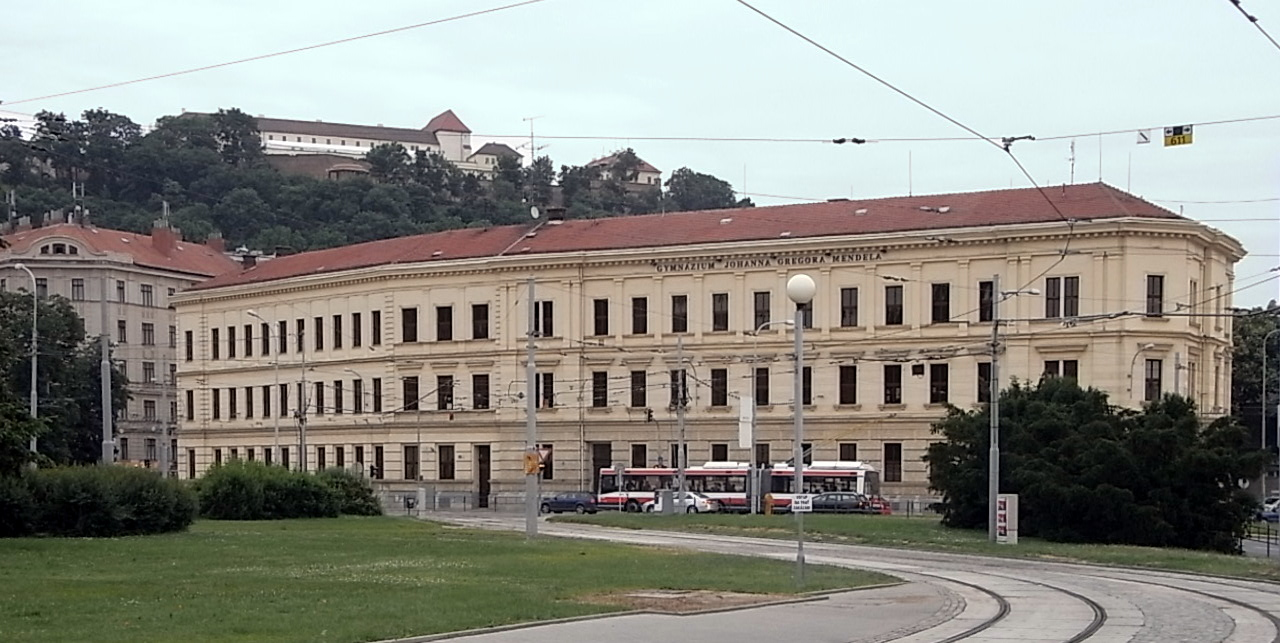
Gymnazium Johanna Gregora Mendela. Budova bývalé základní školy na východní straně náměstí.
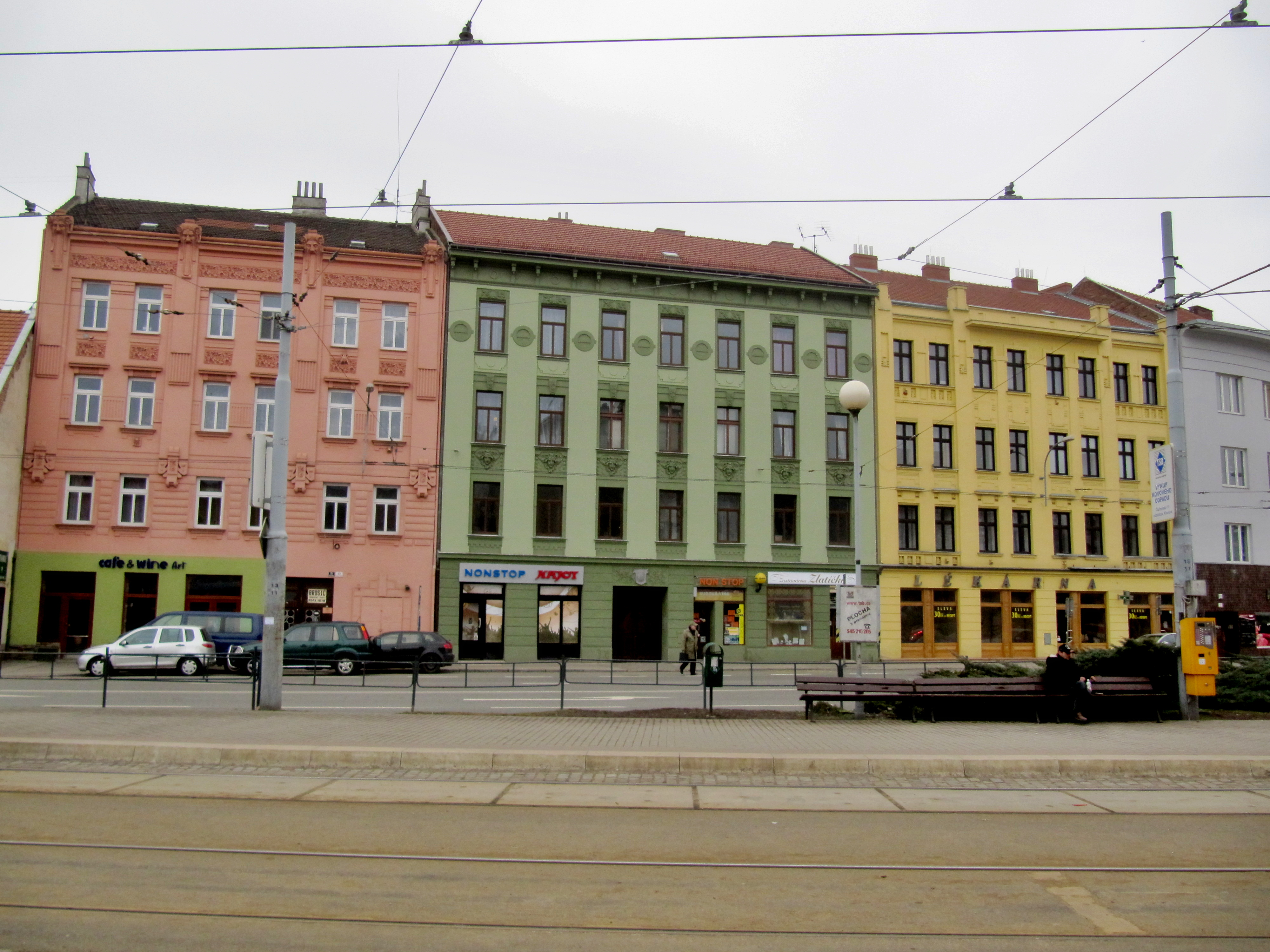
Řada obytných domů na jižní straně náměstí
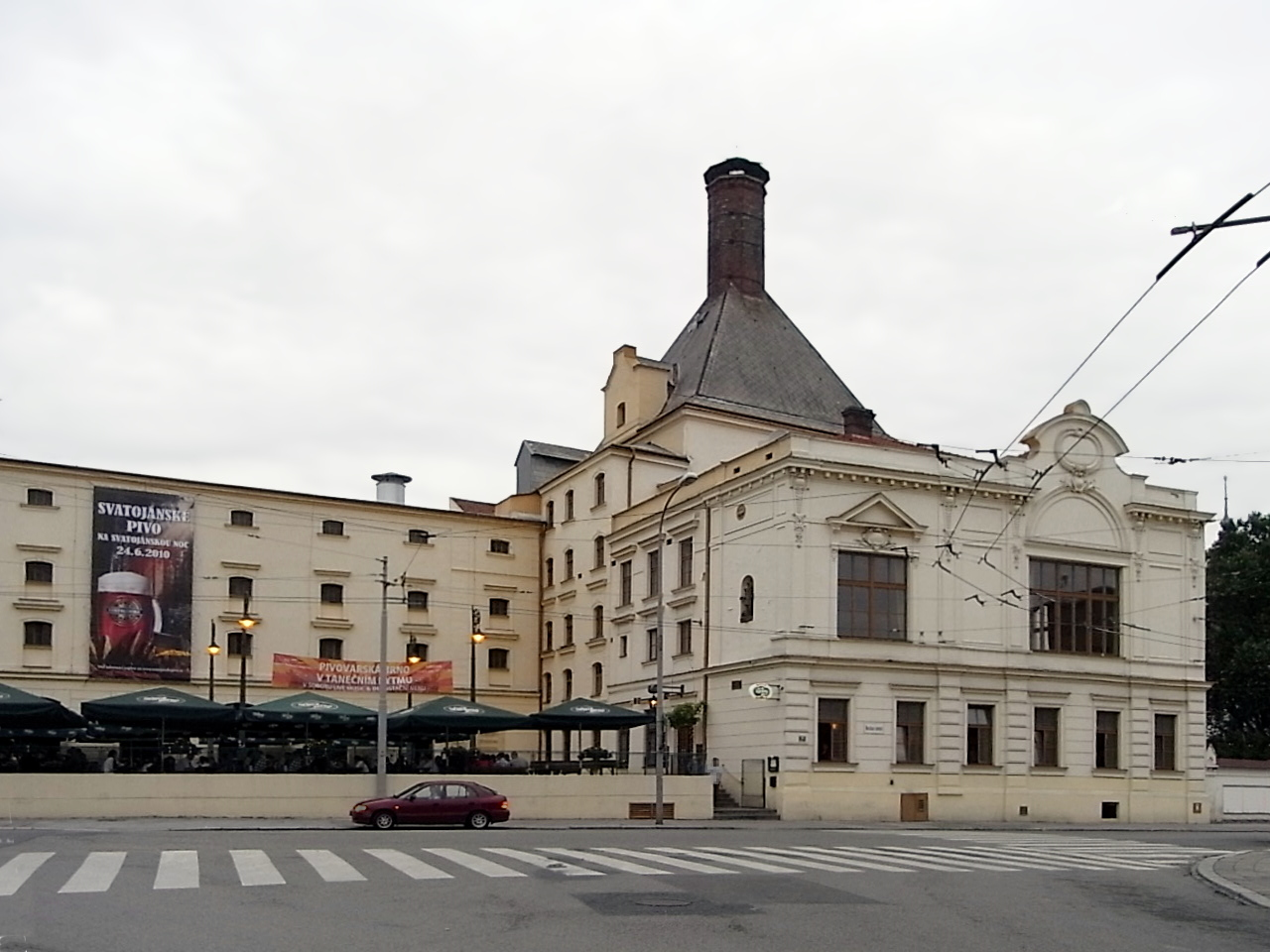
Starobrněnský pivovar v severozápadním cípu náměstí
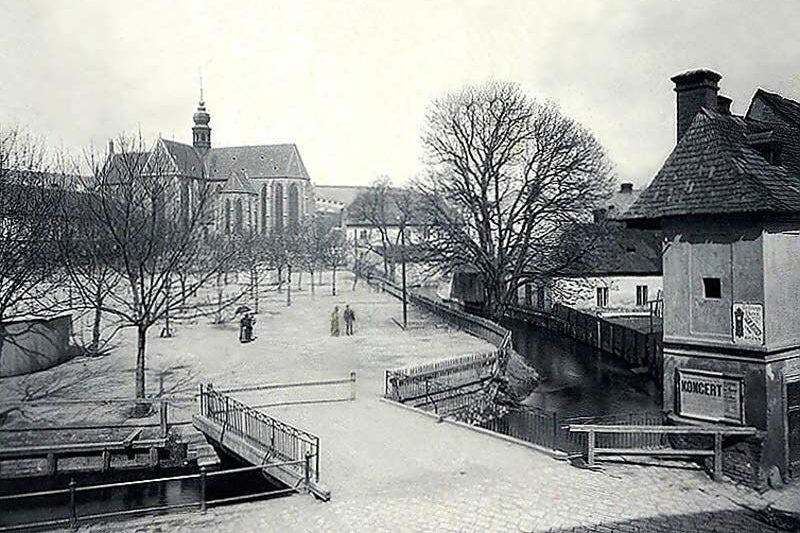
Mendlovo náměsti s Mlýnským náhonem v roce 1896